# 湛江机场
湛江机场，位于广东省湛江市霞山区西郊，占地面积109万平方公里，曾为粤西地区唯一的民航机场。2022年3月24日零时起，湛江机场民用设施功能永久关闭，不再接受任何航班起降，原功能由新建成的湛江吴川机场承接，湛江吴川机场为湛江机场的迁建机场。同时旧湛江机场原址部分用地未来将新建湛江北站。

## 历史
湛江机场始建于法国租占广州湾时期，1929年4月，当局于霞山西厅村附近以人力填坑补凹，筑成800米长、东西向和南北向的跑道各两条，就呈剪刀叉行，供小型飞机简便起降使用，1932年建成，时称西厅机场。1936年，首辟“广州——广州湾——河内”航线，为华南最早的一条国际航线，于1939年6月结束。1943年，日本占领广州湾后，西厅机场成为日军中途降落站和备降场。日军撤出后，西厅机场一度处于荒废状态。
中华人民共和国成立后，1952年，国家拨款对西厅机场进行重修，并于同年10月27日正式通航。1956年，正式改名为湛江机场。
1984年6月，湛江机场停航，进行大规模扩建，1985年4月完成并投入使用。扩建后的湛江机场的飞行区等级由3C级提升至4C级，可起降波音737型飞机。1987年7月7日，国务院批准湛江机场对外开放，机场开办湛江—香港的不定期包机业务 。
1993年7月，湛江机场新候机室投入使用。1994年，国家计委和民航总局批准了湛江机场的改扩建项目，10月11日举行了开工典礼。由于各种因素的影响，迟至1995年底，湛江机场改扩建工程土方工程才正式破土动工。1997年10月验收并投入使用。扩建后的湛江机场占地面积2730亩，跑道全长2400米，能满足波音757以下飞机的起降要求。站坪面积5.8万平方米，能同时停放7架飞机，候机楼面积6600平方米，设计旅客吞吐量为130万人次，货运中心总面积1200平方米，设计货物吞吐能力为每年10万吨，配套的通信网络、绿化美化工程也相继完成。
2004年，湛江机场随机场属地化改革划归广东省管理。3月26日，湛江机场公司正式挂牌成立，湛江机场成为广东机场集团旗下的成员机场。
2014年12月28日，湛江机场年客流量首次突破100万人次大关。2015年10月26日，湛江机场首条国际航线——湛江往返曼谷（素万那普国际机场）航线正式开通。2017年5月16日，开通第二条国际航线——湛江至柬埔寨金边国际航线，2017年12月17日，客流量首次突破200万大关，跨入全国中型机场行列。2019年1月27日，湛江机场当日运送旅客首次突破1万人次，2月11日运送旅客12154人次，刷新单日旅客吞吐量最高纪录。2019年7月11日，开通第三条国际航线——湛江至柬埔寨西哈努克国际航线。2019年11月11日，开通第四条国际航线——湛江至越南芽庄国际航线。受新冠肺炎疫情影响，所有境外航班于2020年起停运。
2022年3月24日零时起，湛江机场民用设施功能永久关闭，不再接受任何航班起降。

## 事故
1999年6月9日，一架中國南方航空公司的波音737-300客機在降落時因機組操作失誤導致飛機起落架折斷後偏離跑道，飛機報廢且機上兩人受傷。

## 參看
- 中国大陆机场列表
- 湛江吴川国际机场